# Blaesoxipha taiwanensis
Blaesoxipha taiwanensis är en tvåvingeart som beskrevs av Thomas Pape 1994. Blaesoxipha taiwanensis ingår i släktet Blaesoxipha och familjen köttflugor.
Artens utbredningsområde är Taiwan. Inga underarter finns listade i Catalogue of Life.